# Gmina zbiorowa Spelle
Gmina zbiorowa Spelle (niem. Samtgemeinde Spelle) – gmina zbiorowa położona w niemieckim kraju związkowym Dolna Saksonia, w powiecie Emsland. Siedziba administracji gminy zbiorowej znajduje się w miejscowości Spelle.

## Podział administracyjny
Do gminy zbiorowej Spelle należą trzy gminy:
1. Lünne
2. Schapen
3. Spelle